# Enaquins
Enaquins (em hebraico: עֲנָקִים; romaniz.: ‘Ǎnāqîm; lit.  "comprimento de pescoço e estatura") se referem normalmente aos filhos de Enaque. Eles eram poderosos guerreiros da Antiguidade que habitavam as regiões montanhosas da Mesopotâmia. A Bíblia se refere a eles como gigantes e poderosos.

## Enaquins na Bíblia
Segundo a Bíblia, eram um dos muitos povos que habitavam a terra de Canaã antes dos hebreus saírem do Egito rumo a terra prometida a na Bíblia uma serie de menções a seres de elevada estatura física dentre os quais podemos destacar os anaquins, e os nefilins sendo estes referidos como o resultado da união de "Homens Chamados Filhos de Deus" (descendência de Sete, fiel a Deus) com mulheres (da descendência de Caim) segundo estudos bíblicos.
O gigante Golias era descendente de Enaque e considerado o ultimo de uma raça de gigantes que habitaram a terra há muito tempo. Os enaquins viviam principalmente no Monte Hérmon, que fica em um território que antes pertencia à tribo de Israel, Manassés (Manassés do Leste), a terra de Gileade.